# Grand Prix automobile de Mexico
Ne pas confondre avec le Grand Prix automobile du Mexique en Formule 1.

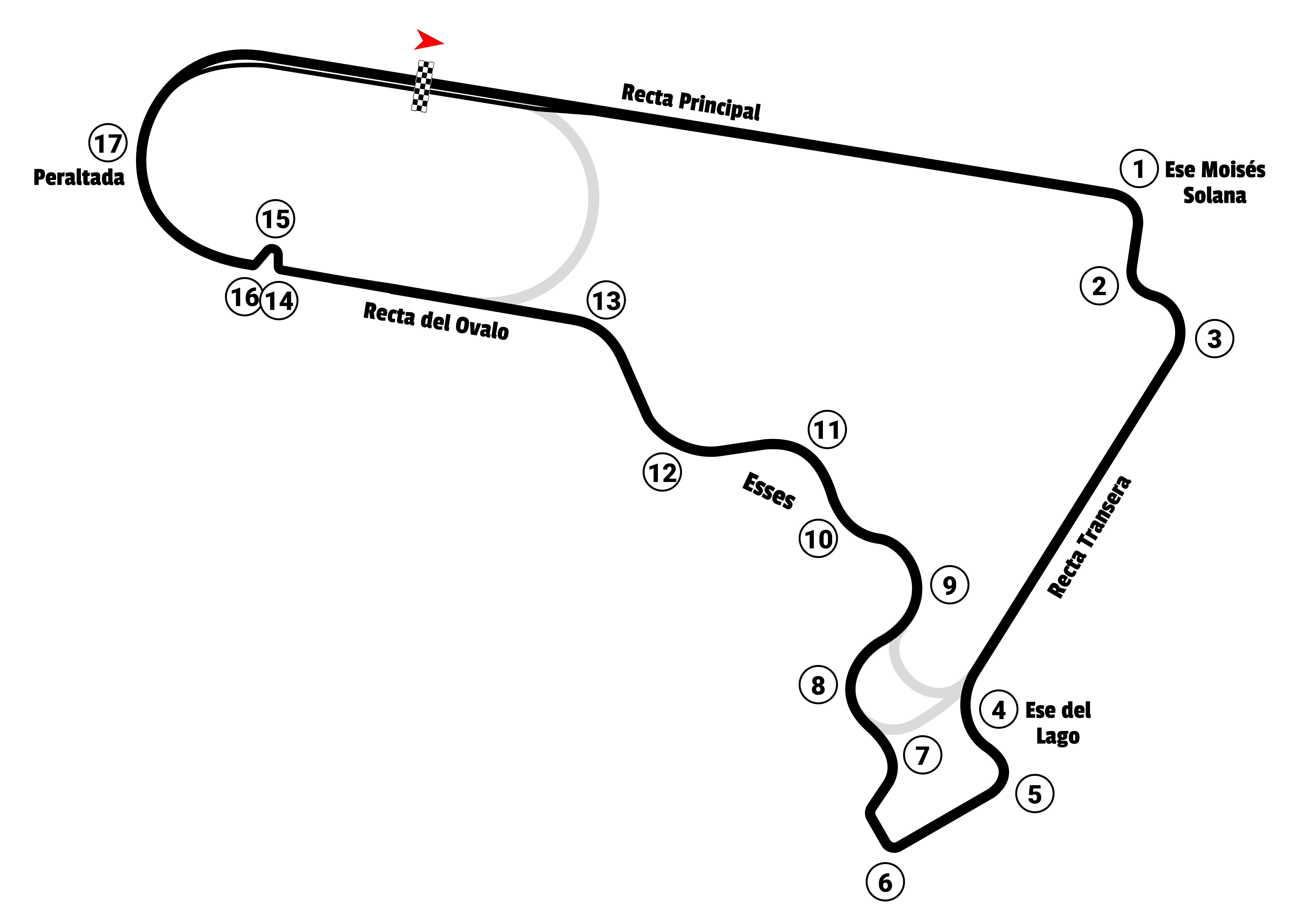
Autódromo Hermanos Rodríguez

Le Grand Prix automobile de Mexico était une manche du championnat Champ Car (anciennement CART) se déroulant à Mexico sur le circuit Autódromo Hermanos Rodríguez. Les deux premières éditions de ce Grand Prix eurent lieu en 1980 et 1981. Après une longue pause, il eut à nouveau lieu de 2002 à 2007 sans interruption.

## Noms officiels
Le Grand Prix automobile de Mexico a pris différentes dénominations officielles au fil des éditions, notamment en fonction de ses sponsors principaux :
- 1980 : Primera Copa México 150
- 1981 : Copa México 150
- 2002 : México Gran Premio Telmex/Gigante Presented by Banamex/Visa
- 2003 : Gran Premio Telmex/Gigante Presented by Banamex/Visa
- 2004 et 2005 : Gran Premio Telmex/Tecate Presented by Banamex
- 2006 : Gran Premio Telmex Presented by Banamex
- 2007 : Gran Premio Tecate Presented by Banamex

## Palmarès
| Année     | Vainqueur          | Voiture            | Championnat            | Résultats     |
| --------- | ------------------ | ------------------ | ---------------------- | ------------- |
| 1980      | Rick Mears         | Penske-Cosworth    | CART World Series      | Résultats     |
| 1981      | Rick Mears         | Penske-Cosworth    | CART World Series      | Résultats     |
| 1982-2001 | Pas de course      | Pas de course      | Pas de course          | Pas de course |
| 2002      | Kenny Bräck        | Lola-Toyota        | CART World Series      | Résultats     |
| 2003      | Paul Tracy         | Lola-Ford/Cosworth | CART World Series      | Résultats     |
| 2004      | Sébastien Bourdais | Lola-Ford/Cosworth | Champ Car World Series | Résultats     |
| 2005      | Justin Wilson      | Lola-Ford/Cosworth | Champ Car World Series | Résultats     |
| 2006      | Sébastien Bourdais | Lola-Ford/Cosworth | Champ Car World Series | Résultats     |
| 2007      | Sébastien Bourdais | Panoz-Cosworth     | Champ Car World Series | Résultats     |